# Scott Dickens
Pour les articles homonymes, voir Dickens.
Scott Dickens, né le 4 août 1984[réf. nécessaire], est un nageur canadien. 

## Carrière
Aux Jeux olympiques d'été de 2004, il prend part uniquement au 100 m brasse qu'il termine 19e.
Aux Jeux panaméricains de 2007, il obtient la médaille d'or au 100 m brasse.
Aux Championnats pan-pacifiques 2010, il gagne la médaille d'argent du 50 m brasse.
Aux Jeux olympiques d'été de 2012, il est 16e (demi-finaliste) du 100 m et du 200 m brasse, ainsi que 8e du relais 4 x 100 m quatre nages.